# Stanisław Różyc
Stanisław Różyc (ur. 12 maja 1894 w Jędrzejowie, zm. 2 września 1935 tamże) – ułan Legionów Polskich, uczestnik szarży pod Rokitną, kawaler Orderu Virtuti Militari.

## Życiorys
Urodził się 12 maja 1894 w Jędrzejowie. Jego matką była Marianna z domu Różyc. 16 sierpnia 1914 wstąpił do Legionów Polskich. Został przydzielony do 2 szwadronu dowodzonego przez Zbigniewa Dunin-Wąsowicza. Walczył w kampanii karpackiej. Brał udział w szarży pod Rokitną, za którą został odznaczony Krzyżem Srebrnym Orderu Virtuti Militari. 17 lutego 1917 został zdemobilizowany. Po odzyskaniu przez Polskę niepodległości wstąpił do Policji Państwowej (19 lipca 1919). Od 1923 pracował w kopalni węgla w Dańdówce. W 1926 został pracownikiem Sejmiku Jędrzejowskiego na stanowisku dróżnika szosowego. Po trzech latach zmienił pracę i został zwrotniczym na stacji PKP w Rabsztynie. 23 maja 1933 powrócił do Jędrzejowa, pracował jako stróż stacyjny. W 1935 został zamordowany. 

## Życie prywatne
Żonaty, pozostawił trójkę dzieci – Stefana (ur. 1921), Stanisławę (ur. 1923) i Irenę (ur. 1932).    

## Ordery i odznaczenia
- Krzyż Srebrny Orderu Wojskowego Virtuti Militari nr 6018[1]
- Krzyż Niepodległości[2]
- Krzyż Walecznych[1]